# ONE LIFE
ONE LIFE是日本歌手倉木麻衣第七張原創專輯，於2008年1月1日發行。

## 簡介
- 與前作《DIAMOND WAVE》相隔約1年零5個月發行，為移藉NORTHERN MUSIC後首張專輯。
- 專輯名稱「ONE LIFE」是要傳遞倉木一直以來的生存之道，就是投入「音樂」這件目前最重要的事，拼命地尋求突破[1]。
- 專輯曲風主要以R&B為基調，倉木本人形容為《delicious way》的進化版。
- 與過往作品不同，本作多起用外部作曲家與編曲家[1]。
- Oricon銷售榜最高名次14位，較以往作品大幅下滑，並中斷從出道作的專輯連續TOP 10的記錄（7作）。
- iTunes StoreR&B榜與綜合榜分別獲得1位與7位[2]。

## 曲目
| 曲序     | 曲目                            | 作曲                                       | 編曲                        | 时长  |
| -------- | ------------------------------- | ------------------------------------------ | --------------------------- | ----- |
| 1.       | One Life                        | Martin Ankelius, Henrik Andersson-Tervald  | Ankelius, Andersson-Tervald | 3:34  |
| 2.       | I Like it Like that             | Ricky Hanley, Darren Woodford, Lynn Slater | Radi8                       | 3:15  |
| 3.       | one for me                      | Yoo Hae Joon                               | Yoo                         | 4:14  |
| 4.       | Born to be Free                 | 徳永曉人                                   | Cybersound                  | 3:11  |
| 5.       | 白雪                            | 大野愛果                                   | 池田大介                    | 4:47  |
| 6.       | Silent love～open my heart～    | Daisuke "DAIS" Miyachi, Yuichi Ohno        | Miyachi, Y. Ohno            | 4:25  |
| 7.       | everything                      | 藤本貴則                                   | 藤本貴則                    | 3:25  |
| 8.       | Season of love                  | 大野愛果                                   | Cybersound                  | 4:48  |
| 9.       | secret roses                    | 藤田真梨                                   | 藤田真梨・DAYTRACK          | 3:57  |
| 10.      | Wonderland                      | 笠原智緒・Yoko Blaqstone                   | 笠原智緒・Yoko Blaqstone    | 4:15  |
| 11.      | BE WITH Ü                       | 徳永曉人                                   | Cybersound                  | 4:58  |
| 12.      | Over The Rainbow（Bonus Track） | Harold Arlen                               | 窪田博之・寺地秀行          | 4:33  |
| 总时长： | 总时长：                        | 总时长：                                   | 总时长：                    | 49:25 |

## 曲目解說
One Life
- 開場曲目，專輯的同名曲。拍攝了在紐約的映像的音樂錄像帶。倉木形容是首再度開始認識從以前到現在的自己的加油歌曲[3]。
- 倉木麻衣表示：這是一首對於至目前為止的自己，以及針對今後的自己加以省思調整，朝著嶄新的開始的加油曲子。想把自己有"GUTS"的生活方式傳達出去而所作的曲子。這首歌所訴求的是，這世上雖然一切並不如想像中的容易，但是持續貫徹自己的思想卻是一件非常重要的事情。用whisper voice唱的部分以及具張力的演唱方式，如果能巧妙的運用在整體曲子上就太好了。

I Like it Like that
- 倉木最初聽見時，旋律一直在腦海裡揮之不去的歌曲。歌曲是首揉合R&B風格的新鮮樂曲，倉木很想挑戰看於是選擇了它[4]。
- 倉木麻衣表示：這是一首一邊回顧至目前為止的自己，以及未來，以R&B味道來表現的曲子。這首歌是描述著雖然相愛的兩人，但是照這樣下去兩個人互相都會被拖垮的。所以必須分手朝向自己的人生向前邁步的曲子。雖然是分手的曲子，但是配上像這樣有點讓人想跳舞的節奏，讓整個曲子的開始氣氛不會太灰暗。

one for me
- 曾創作韓國人氣連續劇『冬季戀歌』主題曲的Yoo Hae Joon創作的抒情歌曲。歌詞形容一直單戀對方的女子希望終有一天能與對方相愛的心願[4]。
- 倉木麻衣表示：這是一首現在雖然還處於單戀狀態，但是總有一天想要實現此戀情，表現出勇往直前拼命活下去的生活態度的曲子。因為我覺得如此拼命勇敢的生活態度是一種非常了不起的精神，若將這種精神以歌來表達的話會是怎樣的曲子呢?所以我想試試看。

Born to be Free
- 亞洲音樂節時演唱了歌曲的韓語版本。原定繼續為「2008年A3冠軍杯」的主題曲，但因比賽中止而取消了企劃。專輯收錄的為歌曲的日語版本。
- 倉木麻衣表示：這是爲『A3 CHAMPIONS CUP 2007』而作的主題歌。在競技場上唱的時候可藉由音樂跨越國界讓大家心連心，我實際感受到那震撼。我分別演唱了日文版、中文版、韓文版，表現出跨越國界、語言所傳達的熱情。這次收錄的是日文版，但是曲子中我試著放入了中文的聲音。放入中文有著新鮮的感覺，有著很棒的聲調。

白雪
- 倉木麻衣表示：失去心愛人的感傷苦悶，但是卻有著無法挽回的失落，藉由白雪消去孤獨的心情，回復到那無垢的白雪世界，有著那種純愛image的曲子。細雪靜靜地飄落，飄落在肩上溶化，我想應該可藉此來比喻人的心情吧，所以才做了這首歌。就像冬天裡吐出的氣息般輕輕地持續加入合音，在大副歌部分因為心情整個一氣高漲，所以一邊想像著白雪的image試著稍微加入了柔柔的印象。

Silent love～open my heart～
- 倉木麻衣表示：雪雖冰冷，但我想如果能作首溫暖感覺的雪該有多好。當聽到音源的Demo帶時，感覺好像天使輕飄飄的由天而降般，所以由那樣的image開始發想。主題是"對自己捫心自問所察覺到的愛"。我想大家應該都會因為最重要的人在身旁，所以就安心的耍任性。但是一當拉長距離、時間，更能感受到那人真正的重要以及其大愛。我想如此的捫心自問所得到的答案，會更加的加強了此想法 ，而無法忘懷吧。唱出"ha~時，我是意識著顏色和溫度。在大副歌部分是漸漸的將心情放開來唱的。因爲我想要在結尾有個happy end。所以加入了有向前邁進語氣的結語。在歌詞最後也有著"to the sky"="朝向天空"表現出讓人有著心暖暖感覺的話語。

everything
- 表達「人與人之間的相遇、命運等事都是對於生活很重要的事」的歌曲[3]。
- 倉木麻衣表示：這首歌是形容有著因苦戀而煩躁不安的心情。想著該如何表現才好，所以在歌詞方面也用譬喻的方式來表示。歌詞方面在不斷的修修改改之後，最後寫出最能表達的歌詞。像"邁進""從現在開始跨出腳步"等字句，想以不同的表現方式來傳達，找了很多詞。歌詞中有著"在與你相逢的命運裡 Believe"，我覺得人與人之間的相逢與命運算是非常重要的。在出道的當時，我也有這是命運的感覺。

Season of love
- 倉木麻衣表示：世界上有相當多受到上天保佑的兒童們，在抱持希望都非常難的狀況中生存下去，即使如此我還是希望他們能抱持希望向前邁進，有著想珍惜自己所相信東西的心情，而寫下這首曲子。背後的合音是放入出道當時曾合作過的Michael.Africk的聲音。因為我想要傳達這不分性別的心情，所以除了我自己的聲音之外還加強了男性的聲音來表現。

secret roses
- 表達「世間雖然有很多看不見的刺，但希望仍然不要忘記純粹的心情生活下去」的歌曲。歌曲目標是讓歌迷沉醉在懷舊的世界中[3]。
- 倉木麻衣表示：雖然世上因有太多眼睛看不見的荊棘而被刺的傷痕累累，但即使如此仍要不忘那純潔的初衷而活下去的曲子。沉浸在有著淡淡鄉愁的夢想世界裡的作品。我想在這整體ennui的氣氛下可表現出都會的喧擾以及孤獨感。重疊著whisper voice還蠻有趣的，試著表現出不同的味道出來。雖然以背後的聲音來表現那心情苦悶也是重點之一，但是，之間的拿捏卻是相當的困難。如果背後的聲音用的太強的話，給人的印象就會比較薄弱一些，有時倒不如加強來唱的好些。像這種有說服力的東西，希望不要因背後的聲音而消失掉，小心翼翼的以自己的音質來傳達。

Wonderland
- 表達「雖然會有不同意的時侯，但希望能再一次理解並支持對方」的歌曲，倉木認為是一首有意思的新鮮歌曲[3]。
- 倉木麻衣表示：這是出自一直照顧我的Yoko Blaqstone所寫的具新鮮感的曲子。在朝著副歌前進部分讓人印象深刻。這首曲子是描述，雖然相互有著完全不同的心情，但是還是能互相理解互相支持，如果未來也能一直在一起的話那就太好了的曲子。像輪唱般的合唱，重疊著不同的人格特性。有著隨性的個性人格，也有著令人苦悶感覺的性格。像這樣不斷的改變音色，當你整體聽時就會聽出不同的味道。

BE WITH Ü
- 倉木麻衣表示：我是以真實的心情寫下這首歌的。這是一首加油歌。雖然靠自己努力也是非常重要的一件事，但是和大家一起完成某件事情也是件非常美妙的事情。我也很快的在演唱會會場上唱這首歌。最初我也是非常興奮的唱著這首歌，得到眾多觀眾的熱烈反應。並在"be together"的歌詞地方跟大家一起合唱。正如曲名般"在一起"的感覺，我想音樂也是這樣，在要達成某件事時，要跟大家一起完成。

Over The Rainbow
- 翻唱曲。一直陪伴倉木的大學時代、只要聽過一次後整天心情都會變好的重要歌曲。由於在粉絲俱樂部的活動上演唱受到好評，因而製作了錄音室版本收錄專輯作附贈曲[3]。
- 倉木麻衣表示：我常在上學途中聽「Over The Rainbow」這首歌。因為這首歌就像心中架起了彩虹般有個幸福感覺的曲子。所以這次我翻唱這首歌。在去年的Live演唱會中演唱得到相當好評，所以收錄在這張專輯當作Bonus Track。這次收錄的並非是演唱會音源，而是重新製作過，改成有點爵士味道的曲子。去年也翻唱了其他曲子，讓我有著想跨越時空將能震撼人心的曲子傳達下去的感覺，改天想試著做做看翻唱專輯。

## 商業搭配
| M-3 | Born to be Free              | 「2007年A3冠軍杯」比賽主題曲                   |
| M-5 | 白雪                         | 讀賣電視台・日本電視台動畫『名偵探柯南』片尾曲 |
| M-6 | Silent love〜open my heart〜 | 線上遊戲「天堂II」主題曲                       |
| M-8 | Season of Love               | 朝日電視台週四連續劇『新・京都迷宮案内』主題曲 |

## 銷量
| 榜單                                | 最高排名 | 銷量   | 在榜時數 |
| ----------------------------------- | -------- | ------ | -------- |
| Oricon日間專輯榜 (2007年12月27日)   | 6        | —      | 11週     |
| Oricon週間專輯榜 (2008年1月第1+2週) | 14       | 62,662 | 11週     |
| Oricon月間專輯榜 (2008年1月)        | 18       | 78,306 | 11週     |
| Oricon年間專輯榜 (2008年)           | 117      | 89,017 | 11週     |
| Oricon累積銷量                      | —        | 89,017 | 11週     |

## 引用資料
1. 1 2  . barks. 2008-01-11  [2008-01-11]. （原始内容存档于2008-03-12） （日语）.
2. ↑  . barks. 2008-01-09  [2008-01-09]. （原始内容存档于2008-01-10） （日语）.
3. 1 2 3 4 5  出自CD-Date雜誌2008年1月號專訪
4. 1 2  . Music Freak Magazine. 2008-01-08  [2005-01-08]. （原始内容存档于2011-07-14） （日语）.